# ショスタコーヴィチ国際作曲コンクール
ショスタコーヴィチ国際作曲コンクール（ショスタコーヴィチこくさいさっきょくコンクール）は、ドミートリイ・ショスタコーヴィチの生誕100年を記念して、2005年にモスクワで行われた。出版社シャン・ドゥ・モンドが支援した。

## 審査詳細
- 入選作
  - ドミトリー・クルリャンツキー (Russia)
  - Romero Nicolas (Argentine)
  - Semion Segal (Kazakhstan)
  - マクシム・セルジャノフ (Austria)
  - Cohen Shai (Israel)
  - Daniel Plitchen (Ukraine)
  - Hy Xiao-Ou (China)
- 受賞作
  - 第1位 アントニオ・アゴスチーニ（イタリア[1]）
  - 第2位 アントニオ・ツィメルマン（アルゼンチン）

彼らの作品は2006年にモスクワ現代音楽アンサンブルによって初演された。受賞者はすでにキャリアを積んだ実力者であった。

## 備考
このコンクールは2007年に、第1回エジソン・デニソフ国際作曲コンクールと名前を変えてトムスクで開催された。審査委員長はヴィクトル・エキモフスキー、優勝はマリオス・ヨアンノー・エリア。2010年10月に第2回が開催。2013年11月に第3回が行われる予定である。出版社シャン・ドゥ・モンドの主催である点だけは変わっていない。第1回のミャスコフスキー国際作曲コンクールは「エディソン・デニソフ生誕80年」を記念して開催されたが、これはシャン・ドゥ・モンドが関与していない。